# Аудумла
Аудумла (др.-сканд. Auðumbla [ˈɑuðˌumblɑ], [ˈɔuðˌumblɑ], [ˈɑoðˌumblɑ], [ˈɔuðˌhumlɑ] или [ˈɔuðˌumlɑ], или Аудумбла) — в германо-скандинавской мифологии мифическая корова, появившаяся из таявшего льда и инея в начале времён вместе с первым великаном Имиром.
Корова Аудумла лизала солёные камни, покрытые инеем, и тем питалась; из её вымени текли четыре молочные реки, и она кормила первого великана Имира. Из вылизанных ею за три дня камней возник бог Бури, отец Бора, прародитель всего рода асов. Его потомками являются боги Один, Вили и Ве.
Аудумла упоминается лишь в «Младшей Эдде», написанной в XIII веке С. Стурлусоном. По оценкам исследователей, образ коровы соотносится с более древними мифами и принадлежит к широкому слою первобытных легенд о богах и богинях, связанных с быками и коровами. Неизвестно, что случилось с Аудумлой во время убийства Имира, но возможно, что она погибла, когда кровь Имира затопила весь мир.

## Этимология имени
Имя «Аудумла» встречается только в «Младшей Эдде», где приводятся различные варианты его написания: др.-исл. Auðumbla [ˈɔuðˌumblɑ], [ˈɑoðˌumblɑ] или [ˈɑuðˌumblɑ], Auðhumla [ˈɔuðˌhumlɑ] или [ˈɑuðˌhumlɑ] и Auðumla [ˈɔuðˌumlɑ]. Обычно её имя переводят как «комолая (безрогая) корова, богатая молоком» от др.-исл. auðr «богатство» и *humala «комолый, безрогий». Данный перевод является общепринятым среди исследователей.
Частичная лингвистическая параллель имени коровы встречается в шотландском английском humble-cow «безрогая корова». Отмечается, что в имени коровы имеется некая семантическая двусмысленность. Др.-исл. auðr может иметь значение «богатство», но также означает и «судьба», «пустынный, необитаемый; пустошь, пустыня, пустынная местность», что делает возможным перевод имени коровы как «разрушительница пустыни». Эта двусмысленность оригинального древнеисландского имени, возможно, была преднамеренной.
Известно, что северные европейцы разводили безрогих коров ещё с древнейших, первобытных времён.

## Упоминания
Аудумла упоминается только в «Младшей Эдде» («Видение Гюльви» и «Тулы имён»). Она возникла в начале времён из инея, который растаял от тепла Муспелльсхейма. Она лизала солёные камни, слизывая с их поверхности соль и иней, и тем питалась. Из её вымени текли четыре молочные реки, и она кормила молоком первого великана Имира. За три дня она вылизала из камней бога Бури: к исходу первого дня — волосы, на второй день — голову, а на третий день — всего человека. У Бури был сын по имени Бор; он взял в жёны великаншу Бестлу, дочь Бёльторна, и их сыновьями были Один, Вили и Ве.

Другое упоминание коровы (др.-исл. kýr) Аудумлы встречается в «Тулах имён» (или «Списках имён»), где приводятся имена и хейти различных животных, объектов и явлений окружающего мира. Аудумла является единственной коровой, упомянутой по имени (остальные наименования коровы — либо простые её обозначения в древнеисландском языке, либо хейти). Здесь она называется древнейшей и благороднейшей из коров (др.-исл. hon er elzt kúa):
Корова зовётся телицей,
нетелью и рёвой,
и Аудумлой,
древнейшей из коров. 

## Интерпретации
Исследователи отмечают, что северные европейцы разводили безрогих коров ещё с доисторических времён. Р. Зимек пишет, что в «Германии» Тацита упоминается, что германцы содержали комолый (безрогий) крупный рогатый скот. Он подчёркивает, что идолы и изображения германской богини Нерты (лат. Nerthus) возили по сельской местности в повозке, запряжённой животными. Образ необычного, мифического быка или коровы встречается и у других индоевропейских народов. К примеру, известен ирландский белорогий бык Финнбенах из Коннахта, который отличался плодовитостью.
Дж. Линдоу утверждает, что корова как мифическое животное часто фигурирует в сказаниях о сотворении мира. Он говорит о том, что сюжет об Аудумле объединяет две противоположные, враждующие группы мифических существ в древнескандинавской мифологии — великанов и асов, поскольку она кормила своим молоком инеистого великана Имира и произвела на свет бога Бури, прародителя всех асов и предка Одина.
Р. Зимек сравнивает германскую богиню Нерту с другими божествами, ассоциирующимися с коровой у других народов, к примеру, с египетской богиней Хатхор, которая изображается с коровьей головой, или с Исидой, изображения которой содержит отсылки к коровам.